# Серхат
Серхат (тур. Serhat), настоящее имя Ахмет Серхат Хаджыпашалыоглу (тур. Ahmet Serhat Hacıpaşalıoğlu; р. 24 октября 1964, Стамбул) — турецкий и сан-маринский певец, продюсер и телеведущий.
Родившийся и выросший в Стамбуле, Серхат начал свою продюсерскую карьеру, основав в 1994 году свою собственную компанию End Productions. С этого же года он снимал и вёл телевикторину на телеканале TRT под названием Riziko! (турецкая версия американской викторины Jeopardy!, известной в России как Своя Игра). В 1997 году Серхат начал свою музыкальную карьеру с выпуска своего первого сингла — «Rüya-Ben Bir Daha». Помимо продюсерской и телевизионной деятельности, он продолжил свою музыкальную карьеру и выпустил «Total Disguise» (дуэт с Виктор Ласло) в 2004 году, «Chocolate Flavour» в 2005-м, «I Was So Lonely», «No No Never (Moscow-Istanbul)» и «Я + Ты» (русская версия «Total Disguise», все три песни в дуэте с Тамарой Гвердцители) в 2008 году и «Je М’Adore» в 2014 году.
12 января 2016 года Серхат был назначен представителем Сан-Марино на Евровидении-2016 в Стокгольме, где он выступил 10 мая в первом полуфинале с песней «I Didn’t Know», но не вышел в финал. В 2017 году был выпущен диско-вариант песни, записанный с Мартой Уош и попавший на 25-е место в чарте Dance Club Songs, благодаря чему Серхат стал первым турецким представителем в этом чарте. В 2018 году он выпустил новую версию песни «Total Disguise» в дуэте с Еленой Папаризу. 21 января 2019 года было объявлено, что Серхат поедет во второй раз на конкурс песни «Евровидение» и снова представил Сан-Марино: конкурсная песня «Say Na Na Na» была представлена вместе с видеоклипом 7 марта 2019 года. 14 мая он выступил с ней в первом полуфинале и вышел в финал, заняв 8 место и набрав 124 балла соответственно.18 мая 2019 года в финале Евровидение 2019 он занял 19 место набрав 77 баллов, что стало лучшим результатом в истории Сан-Марино на конкурсе.

## Ранние годы и образование
Серхат родился 24 октября 1964 года в Стамбуле, Турция. Его отец, Исмаил Хакки, был военно-морским офицером родом из Трабзона, оттуда же родом мать Серхата. Серхат посещал начальную школу в Иджадие (Ускюдар) и учился в Deutsche Schule Istanbul (немецкой школе) в районе Бейоглу в Стамбуле. В 1988 году Серхат окончил факультет стоматологии Стамбульского университета. В 1990 году он прошёл два месяца обязательной военной службы в Бурдуре.

## Карьера

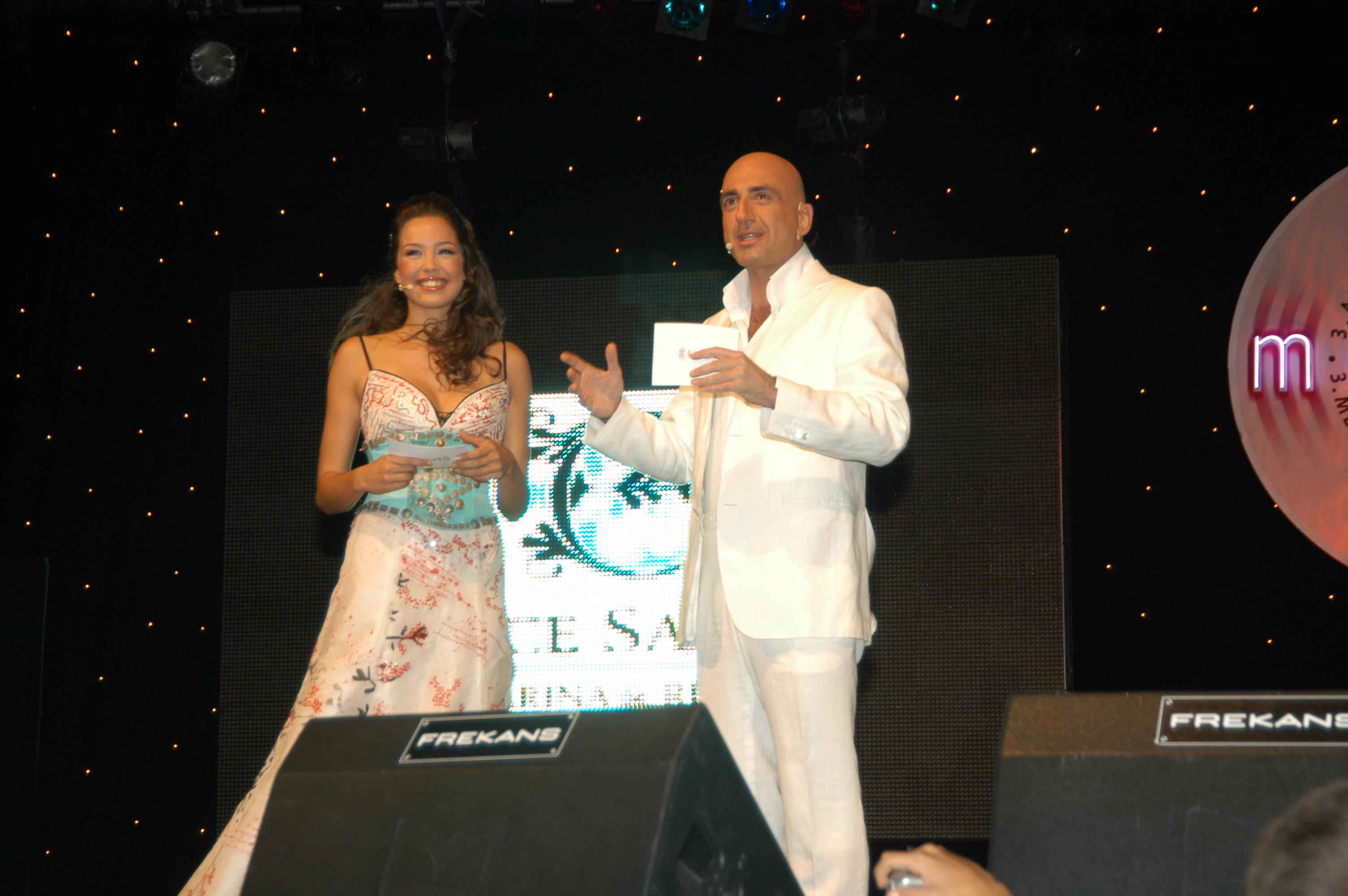
Серхат и Азра Акын, ведущие Международного средиземноморского конкурса песни «Мегахит-2004»

### Телевидение
В 1994 году Серхат основал свою собственную компанию — End Productions. После заключения соглашения с телекомпанией TRT компания стала выпускать викторину Riziko! — турецкий вариант американской викторины Jeopardy!. Серхат был ведущим шоу, которое впервые вышло в эфир 3 октября 1994 года. В 1995 году он получил две награды Золотая Бабочка (турецкий: Altın Kelebek) — «Лучший ведущий года» и «Лучшая викторина года» за Riziko!. В 1996 году он снова получил премию «Лучшая викторина года». Было выпущено более 430 эпизодов передачи, последний из которых вышел в конце 1996 года. Телевизионное шоу Hedef 4 (турецкий вариант Connect Four), вышедшее в эфир на TRT 1 в 1996 году, производилось End Productions. В 1997 году Серхат начал выпускать игровое шоу Altına Hücum (турецкая версия Midas Touch) для Kanal 6: вышло 72 выпуска в том же году. В 1998 году Riziko! вернулось на Kanal 7, которое снова вёл Серхат; в том же году туда же вернулась передача Hedef 4, выходившая до следующего года. Последний выпуск Riziko! вышел в 1999 году, а в том же году Серхат начал вести развлекательное ток шоу Serhat’la Rizikosuz на Kanal 7 (вышло всего шесть эпизодов). Через несколько месяцев Riziko! вернулось на Kanal 7: в 2000 году было показано 65 выпусков В сентябре 2005 Серхат стал соведущим телешоу Kalimerhaba с Катериной Мутсатсу, которое выходило на Show TV и производилось компанией End Productions. В конце 2009 года Серхат создал танцевальный оркестр «Каприз Шоу» с 18 музыкантами, с которым провел многочисленные выступления в последующие годы.
Организовывал со своей компанией ежегодные развлекательные события: с 1998 года организует Школьные музыкальные соревнования (Liselerarası Müzik Yarışması), в 2002—2004 годах — Международный средиземноморский конкурс песни «Мегахит» (Megahit-Uluslararası Akdeniz Şarkı Yarışması), с 2009 года — Танцевальный марафон (Dans Maratonu, танцевальный конкурс между школами и университетами).

#### Телепередачи
| проект              | канал         | год                  | Роль     | Роль     | заметки                     |
| проект              | канал         | год                  | продюсер | музыкант | заметки                     |
| ------------------- | ------------- | -------------------- | -------- | -------- | --------------------------- |
| Riziko!             | TRT 1 Kanal 7 | 1994-96 1998-99 2000 | Да       | Да       |                             |
| Hedef 4             | TRT 1 Kanal 7 | 1996-98 1998-99      | Нет      | Да       |                             |
| Altına Hücum        | Kanal 6       | 1997                 | Нет      | Да       |                             |
| Serhat’la Rizikosuz | Kanal 7       | 1999                 | Да       | Да       |                             |
| Kalimerhaba         | Show TV       | 2005                 | Да       | Да       | Вместе с Катериной Мутсатсу |

### Музыкальная карьера
Серхат начал свою музыкальную карьеру в 1997 году с сингла из двух песен — «Ruya» и «Ben Bir Daha». В 2005 году он выпустил свой второй сингл под названием «Total Disguise» в дуэте с французской исполнительницей Виктор Ласло. Автор песни — Олджайто Ахмет Тугсуз, песня исполнялась на английском и французском языках. Сингл также содержал несколько ремиксов на песню. В 2004 году он записал «Chocolate Flavour»: эта песня была выпущена с «Total Disguise» как сингл в Греции в 2005 году. В 2008 году он вместе с грузинской певицей Тамарой Гвердцители записал песни «I Was So Lonely», «No No Never (Moscow-Istanbul)» и «Я + Ты» (русская версия «Total Disguise»). Эти песни вышли синглами и на альбоме Гвердцители «Воздушный Поцелуй» (2008).
В 2014 году Серхат начал работать во Франции и Германии. Он выпустил свой пятый сингл, французскую песню «Je M’Adore», клип на неё снял Тьерри Вергнес в Париже. «Je M’Adore» занимал первое место в течение 5 недель подряд в чате Deutsche DJ Black/Pop Charts номер 1 на Black 30,, был вторым в British Dance Charts, 8-м в French Dance Charts и 9-м в Swiss Dance Charts.
12 января 2016 года телерадиокомпания San Marino RTV объявила, что Серхат представит Сан-Марино на Евровидении-2016 в Стокгольме. 9 марта была представлена песня «I Didn't Know», с которой он должен был выступить на конкурсе. Серхат выступил 10 мая 2016 года в первом полуфинале конкурса, заняв 12-е место и не пройдя в финал. 2 ноября 2017 года вышла диско-версия конкурсной песни, записанная с Мартой Уош (аранжировка шведского музыканта Юхана Бейерхольма), и новый видеоклип на песню. Песня вошла в американский хит-парад Dance Club Songs, заняв сначала 47-е место и затем достигла на 4-й неделе 25-го места в рейтинге. Благодаря этому Серхат стал первым турецким певцом, попавшим в этот хит-парад. 22 июня 2018 года вышла новая версия песни «Total Disguise», записанная с Еленой Папаризу на лейбле CAP-Sounds. 14 сентября того же года вышел видеоклип на песню.
21 января 2019 года телерадиокомпания San Marino RTV объявила, что Серхат снова поедет на Евровидение от Сан-Марино, в Тель-Авив. В тот же день Серхат заявил, что в апреле 2019 года должен будет выпустить первый студийный альбом. 7 марта 2019 года вышел клип на песню «Say Na Na Na», с которой Серхат выступит на конкурсе.
14 мая 2019 года Серхат выступил в первом полуфинале Евровидения-2019 с конкурсной песней «Say Na Na Na» и по итогам голосования телезрителей и жюри квалифицировался в финал, став вторым после Валентины Монетты представителем Сан-Марино, вышедшим в финал Евровидения.

## Дискография
Синглы
- 1997: «Rüya-Ben Bir Daha»
- 2004: «Total Disguise» (дуэт с Виктор Ласло)
- 2005: «Chocolate Flavour»
- 2008: «I Was So Lonely-No No Never» (дуэт с Тамарой Гвердцители)
- 2014: «Je M’Adore»
- 2016: «I Didn’t Know»
- 2017: «I Didn’t Know» (дуэт с Мартой Уош)
- 2018: «Total Disguise» (дуэт с Еленой Папаризу)
- 2019: «Say Na Na Na»

### Иная деятельность
С 2010 года Серхат является президентом ассоциации выпускников Стамбульской немецкой средней школы.(немецкий: Verein der Ehemaligen Schüler der Deutschen Schule Istanbul, Турецкий: İstanbul Alman Liseliler Derneği) а с 2013 года является членом правления Стамбульской немецкой средней школы. Также в 2015 выкупил компанию по производству нижнего белья mizuno.

## Награды и звания
| год  | награда         | категория             | проект  | результат |
| ---- | --------------- | --------------------- | ------- | --------- |
| 1995 | Золотая Бабочка | Лучший ведущий года   | Riziko! | Победа    |
| 1995 | Золотая Бабочка | Лучшая викторина года | Riziko! | Победа    |
| 1996 | Золотая Бабочка | Лучшая викторина года | Riziko! | Победа    |
| 2020 | Золотая Бабочка |                       |         | Победа    |

- 1998: Гран-при Fair Play от Национального олимпийского комитета Турции[52]
- 2003: ФИДОФ (FIDOF) — (Международная федерация фестивальных организаций), ежегодное переходное Золотое кольцо дружбы[53]
- 2004: Золотой ключ от города Александрия[53][54]